# 哈林國民學校
《哈林國民學校》，是台灣的一個電視綜藝節目，2006年4月17日起至2007年7月31日為止在台視播出，播出時間是星期一至星期三21點30分至22點30分。製作人是薛聖棻，主持人是庾澄慶。每次邀請六位藝人上節目挑戰益智問答。停播的理由為台視進行頻道重整，重播時段改為深夜2時播出，增加「安可版」三字，並將八點檔連續劇延長為二小時。

## 題目類型
最初的分法是，由簡單到難，分為「低年級」、「中年級」、「高年級」等三個階段。之後的分法，則以題目類型來區分：
- 音樂題第一類：在電視牆上顯示一段歌詞，請參賽者填空格。每個參賽者必須用觸控筆在觸控螢幕上寫出自己的答案，還要親自把整段歌詞唱一遍。
- 音樂題第二類：按照製作單位所提示的主題，雙人或三人表演給主持人看，主持人會選出表現最好的參賽者給予獎學金。
- 健康教育題：搶答一段Flash動畫末尾出現的問題。
- 自然題：搶答一段Flash動畫末尾出現的問題。
- 體育題第一類：參賽者兩兩一組，進行「睡美人健康操」，以側躺並蠕動身體的方式前進。到達電視機後，用腳趾頭轉開電視機的開關，先完成者即可獲得獎學金三千元，該題將有三名參賽者得獎。
- 體育題第二類：
  - 每一位參賽者輪流上場與其他參賽者玩「大頭貼拳」，限時20秒。口令是：「大人不在家呀，來拍大頭貼呀！大頭貼呀大頭貼！大頭貼呀大頭貼……」挑戰贏一名參賽者可獲得獎學金一千元，全部過關可以獲得五千元。該類題也在農曆春節期間，配合豬年，將大頭貼拳改成金豬拳，過五關者同樣可以得到新台幣五千元整。
  - 還有以「猴子」為主的「猴子拳」，玩法與「大頭貼拳」類似。口令是：「團長不在家呀，猴子當大王呀！猴子呀猴子！猴子呀猴子……」此類遊戲的構想，是來自於許純美的「鞋猴」說（許純美常把「學佛」講成「鞋猴」）；但遊戲進行時，還是以猴子為主。
  - 2007年母親節，也有以減肥為主題的「減肥拳」，口令是：「肥胖不要來呀，我要瘦下來呀！瘦下來呀瘦下來！瘦下來呀瘦下來……」
- 體育題第三類：進行〈請你跟我這樣做〉單元，六名參賽者按照順序，先由第一名參賽者於指定節拍內，隨意做出一個動作，只要下一名參賽者做出與上一名參賽者一樣的動作，加上自己所做出的隨意一個動作，即可過關，依此類推，第二名參賽者做兩個動作、第三名三個，六名輪完後，回到第一名參賽者，就必須做出七個動作；如果參賽者沒有於指定節拍內做出與之前一樣的動作，則宣告出局。撐愈久的參賽者，得到獎學金的機率也就愈高。
- 體育題第四類：進行〈班長點名〉遊戲。主持人庾澄慶會先對著蹲下的參賽者喊台詞：「班長來點名啊！」參賽者就跟著喊：「點幾個名啊？」接著，庾澄慶就隨意喊1至6其中一個自然數，而蹲下來的參賽者就必須以連續的方式站起來後又蹲下，如有參賽者不合規定者，如該站起來者不站起來、不該站起來者卻站起來，則記失誤一次，並進行簡單的處罰，如伏地挺身或交互蹲跳等數下，一名參賽者累計三個失誤，整個遊戲結束。舉例說明：由第一位參賽者開始算起，如果庾澄慶喊了「五個」，則第一名到第五名就必須站起來後再蹲下，庾澄慶又喊了「四個」，則第六名、第一名到第三名參賽者就必須站起來後又蹲下去，依此類推。無論誰失誤多或少，該單元中，不會有任何人得到獎金，而該單元也可以配合當日主題，將班長改成如船長、機長等，以增加遊戲樂趣。
- 3D幾何題：在電視牆上顯示一群不斷漂浮的正方體，請參賽者搶答這些正方體聚在一起會出現什麼東西。
- 數學題：依時代先後，分為兩類：
  - 找出電視牆上顯示的三個數字及其正確位置，並搶答這三個數字的總和。所呈現之數字，均在美女的身上，或者在其他物件上。早期的數學題，分為新台幣五千元、三千元，以及一千元，分別代表影片速度快、中、慢等等級。第一位猜對者，就是新台幣五千元獎金，第二位則為三千元，依此類推。
  - 後期的數學題，採用與歷史題結合，製作單位播放一段台視歷年短片，並將數字顯示在影片上，參賽者必須看清楚數字在何方，並將三個數字相加，即為答案。答對者可獲得新台幣三千元的獎金。
- 語文題：利用白痴造句，用指定的字詞來造句。例如：「機會——飛機會起也會降。」
- 家政題第一版：每次三位參賽者參賽。三位參賽者必須在三分鐘之內煮出指定的料理，並給主持人、美食顧問（一人）和另外三位參賽者試吃。五位試吃者在試吃之後，投票選出同一道料理之中誰做的最好吃，以得票數最多者為勝；但是如果三位參賽者的料理都不好吃，或者是有同票情況，則判定「從缺」（無人獲勝）。
  - 2007年6月6日的節目，鄭重邀請了屏東縣縣長曹啟鴻擔任評審一職，加上料理師傅，該集一共有六名試吃評審，是評審人數較高的一集；獲得票數最高的參賽者，除了可以獲得基本的獎金（新台幣三千元整）以外，還可以享用由屏東縣東港鎮運送至攝影棚的黑鮪魚生魚片。
- 家政題第二版：邀請三位美食顧問，與主持人一起擔任評審工作，參賽者則為兩兩一組進行烹飪，規則同第一版，也可以有「從缺」的時候。
- 歷史題：猜電視牆上被馬賽克遮住臉部的藝人是誰。用撥電話的方式搶答，第一個答對者可得到獎學金五千元，第二個答對者可得到獎學金三千元，第三個答對者可得到獎學金一千元，題目來源是台視歷年綜藝及戲劇節目的資料帶。除了歷史題之分類外，該類題目也有被合併至數學題的。

## 遊戲規則
第一代
- 參賽者順利通過三階段益智問答後，即進入「獎學金挑戰賽」。
- 答對的參賽者即可繼續回答下一階段的問題。
- 答錯的參賽者必須限時完成特定任務，以確保自己留在答題區爭取獎金的機會。
- 三階段的問題皆答對者，可參加獎學金挑戰賽。

第二代
- 每題答對者可以獲得「獎學金」，以「獎學金」總金額最高者為優勝者。優勝者可以參加「獎學金挑戰賽」，在60秒內答出在電視牆上出現的中文字的顏色（原本是60個，也曾經提高至80個；後來考慮到難度，故降為70個），通過者的「獎學金」自動增加為十倍。
  - 而被庾澄慶嘲笑為「家長會長」的王彩樺，在2006年11月15日的節目中，順利在該類獎學金挑戰賽將獎金自動提升為十倍。

- 另外一種〈獎學金挑戰賽〉，則是仿照《強棒出擊》第一期及第三期的〈喊帶跑拿獎金〉：由獎學金得主選擇四個自然數數字，代表十位數到萬位數的數字，每個數字牌的數字彼此均不相同。揭曉總獎金前，只有主持人知道，參賽者不知道；而其餘三位參賽者，由高額獎學金得主指定，需要幫助高額獎金參賽者獲得更高的獎金。數字區的數字板背對著參賽者，讓參賽者自行去猜數字；除了獎金的個位數固定為“0”、遊戲時間為三十秒之外，整體遊戲與原版並沒有太大的不同。
  - 於2007年7月31日的節目內，一名參賽者順利將額外約新臺幣60,000元的獎金帶回家。

- 第三種〈獎學金挑戰賽〉的版本，則是以推啤酒杯的方式，推至指定的區塊上，並維持啤酒杯不因輪盤的旋轉而改變位置，則累計獎學金即可雙倍，每個人都有機會參賽。超過桌面區域或推到輪盤的中央，均算失敗。每個人有二至三次不等的機會，通常第一次均為「練習次」。
  - 於2007年7月24日，李嘉成功將酒杯推至指定區域，將新臺幣6,000元加倍成12,000元。

## 經費運用
- 2006年7月4日，薛聖棻透露，《哈林國民學校》一集費用，主持費佔50%，通告費佔25%，剩下25%就是製作費，但是製作費中開銷最大的就是節目內容中運用的動畫題庫。薛聖棻說：「為了節目好看，什麼都不能省，只好硬拗做動畫的業者算成本價，人情幾乎都用在這個節目上了！」

## 「三不政策」與「兩個要求」
2006年7月4日，庾澄慶說，他主持《哈林國民學校》，有「三不政策」與「兩個要求」：

### 三不政策
- 不在節目中討論太聳動的話題。
- 不邀請可能會傳遞錯誤訊息的人當來賓（意指會為了節目效果而「放炮」搏版面的人）。
- 不在節目上作嚴重的人身攻擊（意指拿別人缺點當玩笑，來搶收視率）。

### 兩個要求
- 內容要有新意。
- 質感要好。

## 得獎紀錄
- 2006年7月4日，廣播電視事業發展基金評鑑《哈林國民學校》為2006年第二季「綜藝類優良電視節目」。

## 同類節目
- 台視《分秒世界》、《強棒出擊》、《非常挑戰》
- 中視《猜猜看》、《分秒必爭》、《挑戰》、《再來挑戰》、《大家一起來》、《天才總動員》
- 華視《追根究底》
- 傳訊電視大地頻道《大家一起來猜猜》

## 相關連結
- 台灣電視公司《哈林國民學校》官方網頁（页面存档备份，存于）
- 《哈林國民學校》製作單位——友松傳播事業有限公司（页面存档备份，存于）
- TTV影視論壇 （页面存档备份，存于）

| 台灣電視公司 星期一至三21:30~22:30 | 台灣電視公司 星期一至三21:30~22:30             | 台灣電視公司 星期一至三21:30~22:30 |
| ---------------------------------- | ---------------------------------------------- | ---------------------------------- |
|                                    | 哈林國民學校 （2006年4月17日 - 2007年7月31日） |                                    |
| 台視群星會                         | 紫色蔓陀蘿 （重播，星期一至四22:00~23:30）     |                                    |